# Mühlenberg (Altenau)
Der Mühlenberg ist ein 575 m ü. NHN hoher Berg bei Altenau im Oberharz.

## Lage
Der Mühlenberg befindet sich östlich des Stadtzentrums der Bergstadt Altenau und zieht sich am Schultal entlang nach Südost, wobei er durch das Tischlertal mit der dort fließenden Altenau unterbrochen wird, ehe er über die Gemarkung Lilie zum Schachtkopf überleitet. Nach Westen fällt der Berg steil in das Tal der Oker mit der Breiten Straße in Altenau ab. Auf der gegenüberliegenden Talseite erhebt sich der Glockenberg. In südsüdwestlicher Richtung fällt der Berg zunächst steil in das Tal der Kleinen Oker ab. Oberhalb des Okerteichs wächst der Berg auf 590 Metern Höhe im Bereich des Dammgrabens mit dem südwestlich gelegenen  Kunstberg zusammen und leitet dort in den ansteigenden Bruchberg über. Die Hochflächen des Berges sind größtenteils Wiesenflächen. Nur im Randbereich ist der Berg einzeln bewaldet.

## Namensherkunft und Sport
Der Name des Mühlenberg leitet sich von der sogenannten  Obermühle ab, eine Mahlmühle, welche vom 16. Jahrhundert bis zum 19. Jahrhundert am Westhang des Berges im Betrieb war. Die Mühle erhielt ihr Wasser durch einen Graben, der von der Kleinen Oker gespeist wurde und heute zugeschüttet ist. Der Verlauf des Grabens ist heutzutage im Kleinen Oker Park erkennbar. 
Im Jahr 1923 wurde am nordöstlichen Hang eine Sprungschanze (Lage: ) errichtet, welche zunächst Sprünge bis zu 35 Metern zuließ. Eine neue hölzerne Schanze errichtete man 1947. Diese K65 Schanze war nach FIS Normen mit einem 24 Meter hohen Anlauf und Sprungrichterturm  durch Carl Luther ebenfalls im Schultal errichtet wurden. Zu den Deutschen Nordischen Skimeisterschaften 1957 und 1968 fanden entsprechende Umbauten statt. Die Schanze ist seit 1977 abgerissen. Über den Mühlenberg verlaufen mehrere Langlaufloipen und Wanderwege.

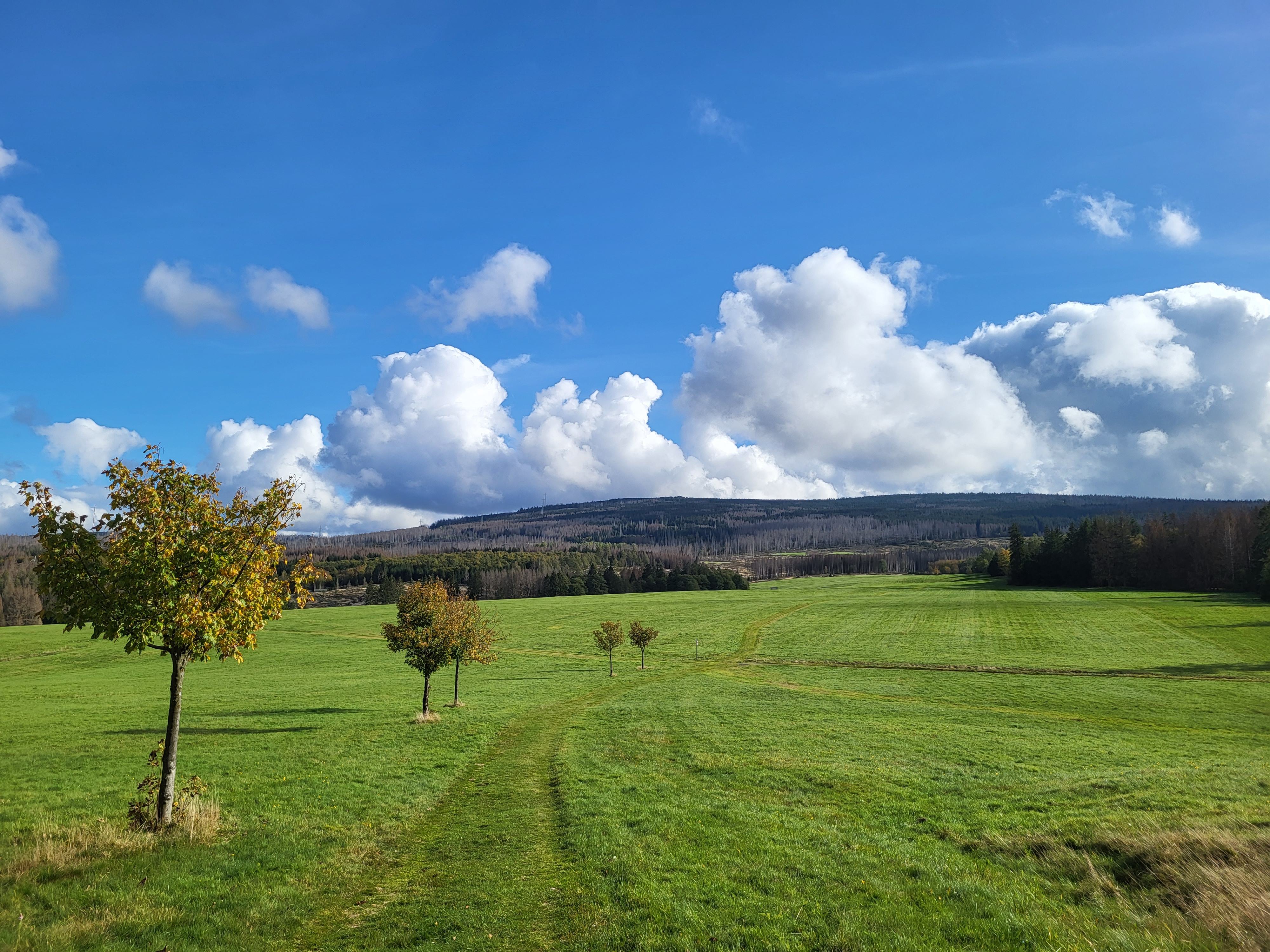
Blick vom Mühlenberg zum Bruchberg